# Llengua amenaçada

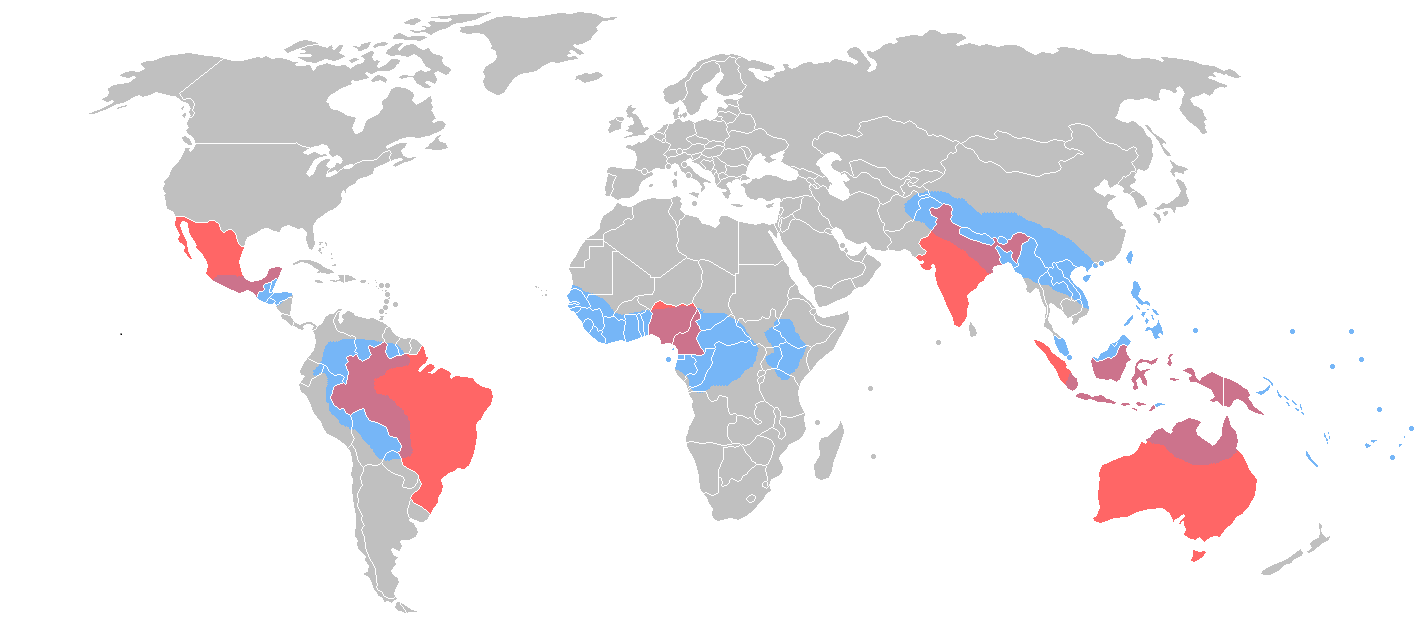
En conjunt, els vuit països en vermell contenen més del 50% de les llengües del món. Les zones en blau són la major diversitat lingüística al món.

Una llengua amenaçada és una llengua que està en risc de caure en desús, ja que els seus parlants s'extingeixen o decideixen parlar una altra llengua. La pèrdua lingüística es produeix quan la llengua no té més parlants nadius, i es converteix en una "llengua morta". Si finalment ja no es parla l'idioma es converteix en una "llengua extingida". Si bé els idiomes sempre s'han extingit al llarg de la història humana, en l'actualitat desapareixen a un ritme accelerat a causa dels processos de globalització i neocolonialisme, on les llengües de poder econòmic dominen les altres idiomes.
Els idiomes més comunament parlats dominen les llengües menys parlades i, per tant, les llengües menys parlades finalment desapareixen. No es coneix el nombre total d'idiomes al món. Les estimacions varien en funció de molts factors. El consens general és que hi ha entre 6.000 i 7.000 llengües parlades actualment, i que entre el 50-90% de les quals s'hauran extingit l'any 2100. Les 20 llengües parlades per més de 50 milions de parlants cadascuna, són parlades per un 50% de la població mundial, mentre que molts dels altres idiomes són parlats per comunitats petites, la majoria d'elles amb menys de 10.000 parlants.
La UNESCO funciona amb cinc nivells de les llengües en perill: "segur", "vulnerable" (no es parla pels infants fora de la llar), "definitivament en perill d'extinció " (els nens no la parlen), "seriosament en perill" (només parlada per les generacions més velles), "en perill crític" (parlada per pocs membres de les generacions més velles, sovint semi-parlants). Emprant un esquema alternatiu de classificació, el lingüista Michael E. Krauss defineix els idiomes com a "segurs" si es considera que els nens probablement la parlaran en 100 anys, "en perill" si els nens probablement no la parlaran en 100 anys (aproximadament el 60-80% de les llengües es troben dins d'aquesta categoria), i "moribunda" Si els nens no la parlen ara.
Hi ha un consens general que la pèrdua dels idiomes perjudica la diversitat cultural del món, encara que alguns lingüistes sostenen que és un procés natural i que no requereix remei. Molts projectes en curs estan destinats a prevenir o retardar aquesta pèrdua revitalitzant les llengües en perill i promoure l'educació i l'alfabetització en les llengües minoritàries. A l'altra banda del món molts països han promulgat legislacions específiques per protegir i estabilitzar l'idioma dels comunitats lingüístiques indígenes. Una minoria dels lingüistes han argumentat que la pèrdua d'una llengua és un procés natural que no ha de ser contrarestat, i que n'hi ha prou amb la gravació de les llengües en perill per a la posteritat. Només un petit nombre de parlants de les llengües en perill consideren bo que es pugui perdre la llengua indígena, encara que molts consideren que el canvi a una llengua majoritària pot reduir l'estigma social i augmentar les oportunitats econòmiques. No obstant això, la gran majoria dels parlants de les llengües en perill consideren que la pèrdua de la seva llengua és una ruptura fonamental amb la seva identitat i tradició cultural, i molts d'ells treballen activament per contrarestar la pèrdua imminent de la llengua, sovint en estreta col·laboració amb lingüistes en projectes de revitalització. Reconeixent que la major part de les llengües en perill al món tenen poques probabilitats de ser revitalitzades, molts lingüistes treballen documentant els milers de llengües del món de les que se se'n sap poc o res. El seu treball pot ser útil tant per a la ciència de la lingüística com en el futur per als descendents de les comunitats lingüístiques, si desitgen aprendre sobre la seva llengua ancestral després d'haver-se extingit.

## Nombre de llengües
El nombre total de llengües contemporànies al món no es coneix i no està ben definit el que constitueix una llengua separada en lloc d'un dialecte. Les estimacions varien en funció de l'extensió i la forma de la investigació realitzada, així com la definició d'un llenguatge diferent i l'estat actual dels coneixements de les comunitats lingüístiques remotes i aïllades. El nombre de llengües conegudes varia amb el temps, ja que alguns d'elles es van extingir i altres s'han descobert recentment.
Una de les agències d'investigació més actives és SIL International, que manté la base de dades Ethnologue, que es manté al dia amb les aportacions dels lingüistes d'arreu del món.
El recompte d'Ethnologue dels idiomes a la base de dades en 2005, sense incloure duplicats en diferents països, va ser de 6.912, dels quals el 32,8% (2.269) es trobaven a Àsia, i el 30,3% (2.092) a l'Àfrica Aquest recompte contemporani ha de ser considerat com un nombre variable dins d'un interval. Les àrees amb un nombre especialment elevat de les llengües que estan a punt d'extinció són: Sibèria Oriental, Sibèria central, Nord d'Austràlia, Amèrica Central i l'altiplà nord-oest del Pacífic. Altres punts són Oklahoma i el Con Sud.

### Llengües de signes en perill
Gairebé tot l'estudi de les llengües en perill ha estat amb les llengües parlades. Un estudi de la UNESCO de les llengües en perill d'extinció no esmenta les llengües de signes. Tanmateix, algunes llengües de signes també estan en perill, com la Llengua de Signes de la Vila Alipur (AVSL) d'Índia, la llengua de signes adamorobe de Ghana, la llengua de signes Ban Khor de Tailàndia, i la llengua de signes dels amerindis de les planures. Moltes llengües de signes són utilitzades per comunitats petites; petits canvis en el seu entorn (per exemple, el contacte amb una llengua de signes que correspongui a una comunitat més gran o la dispersió de la comunitat de sords) poden donar lloc a la posada en perill i la pèrdua de la llengua de signes tradicional.

## Definició i mesura de perill
Si bé no hi ha un llindar definit per a la identificació d'una llengua en perill d'extinció, s'utilitzen com a guia de vitalitat lingüística tres criteris principals:
1. El nombre i l'edat dels parlants actuals.
2. Si les generacions més joves estan adquirint fluïdesa en l'idioma

Moltes llengües, per exemple algunes a Indonèsia, tenen desenes de milers de parlants però estan en perill perquè els nens ja no les aprenen i els parlants les estan canviant per l'ús de la llengua nacional (per exemple, l'indonesi) en lloc de les llengües locals. Per contra, una llengua amb 500 parlants podria considerar-se molt viva si és la primera llengua d'una comunitat, i és la primera (o única) llengua parlada dels nens d'aquesta comunitat.
Afirmant que "la diversitat lingüística és fonamental per al patrimoni de la humanitat", el Grup d'Experts de la UNESCO encarregat de les Llengües en Perill ofereix aquesta definició d'una llengua en perill : " ... quan els seus parlants deixen d'usar-la, l'utilitzen en un nombre cada vegada més reduït de dominis de comunicació dominis, i deixen de transmetre-la d'una generació a la següent. És a dir, no hi ha nous parlants, adults o nens".
L'Atles de les Llengües del Món en Perill de la UNESCO classifica 2.473 idiomes en cinc nivells de perill: insegures, sens dubte en perill, seriosament en perill, en perill crític i extintes. Més de 200 llengües s'han extingit a tot el món durant les últimes tres generacions.
La UNESCO distingeix quatre nivells de llengües en perill, basats en la transferència intergeneracional:
| Vulnerable: La majoria dels nens parlen la llengua, però pot estar restringida a certs dominis (per exemple, la llar).                                                              |
| Definitivament amenaçada: Els nens ja no aprenen la llengua com a llengua materna a la llar.                                                                                        |
| Severament amenaçada: La llengua és parlada pels avis i les generacions més grans, mentre que la generació dels pares la pot entendre, no la parlen als nens o entre ells mateixos. |
| Críticament amenaçada: Els parlants més joves són els avis i ancians, i parlen la llengua parcialment i amb poca freqüència.                                                        |
Molts estudiosos han ideat tècniques per determinar si els idiomes estan en perill. Una de les més significatives i emprada per Ethnologue és l'escala EGIDS (Escala graduada d'interrupció intergeneracional) proposada per Joshua Fishman el 1991. El 2011 una edició completa del Journal of Multilingual and Multicultural Development era dedicada a l'estudi de la vitalitat etnolingüística, vol. 32.2 de 2011, amb diversos autors presentant les seves pròpies eines per mesurar la vitalitat del llenguatge. S'han publicat una sèrie de treballs publicats sobre la vitalitat de les llengües elaborats pels autors amb diferents situacions i aplicacions presents.

Diagrama amb els diversos nivells de vitalitat, amenaça i agonia estipulats a l'escala EGIDS

## Causes
Segons el Cambridge Handbook of Endangered Languages, hi ha quatre tipus principals de causes de perill per les llengües.
Hi ha aquelles causes que posen a les poblacions que parlen les llengües en perill físic, com per exemple:
1. Desastres naturals, fam, malalties. Un exemple d'això són les llengües parlades pels habitants de les illes Andaman, que es van veure seriosament afectats pel tsunami de l'oceà Índic del 2004.
2. Guerra i genocidi. Exemples d'això són les llengües de la població indígena de Tasmània que van ser eliminats pels colons, i moltes llengües extintes i amenaçades de les Amèriques, on els pobles indígenes han estat víctimes de la violència genocida, o en els casos del miskito de Nicaragua i les llengües maies de Guatemala s'han vist afectades per la guerra civil.

I aquestes són les causes que impedeixen o desanimen els parlants de l'ús d'un idioma, com per exemple:
1. Repressió política. Això ha passat sovint quan els estats nació treballen per promoure un sol límit de la cultura nacional, i les oportunitats per a l'ús de les llengües minoritàries en l'esfera pública, les escoles, els mitjans de comunicació i en altres llocs són restringides i a vegades fins i tot prohibides per complet. De vegades els grups ètnics són reallotjats per la força, o poden retirar-los els nens per ser educats fora de casa, o d'una altra manera que interromp les seves possibilitats de continuïtat cultural i lingüística. Això ha passat en el cas de moltes llengües ameríndies i llengües australianes, així com les llengües europees i asiàtiques minoritaris com bretó o alsacià de França i el kurd de Turquia.
2. Imperialisme cultural/polític/marginalització econòmica/hegemonia cultural. Això passa quan el poder polític i econòmic està estretament lligats a una llengua i una cultura humanes en particular, i per això hi ha un fort incentiu per a abandonar la llengua (en nom propi i dels seus fills) en favor d'una altra més prestigiosa. Amb freqüència, això succeeix quan les poblacions indígenes, per tal d'assolir un estatus social més alt, adopten les característiques culturals i lingüístiques d'un poble que ha arribat a dominar-los a través de la colonització, conquesta o invasió; exemples d'aquest tipus d'amenaça són el gal·lès a Gran Bretanya i l'ainu al Japó. Aquesta és la causa més comuna de les llengües en perill.[1]

A vegades, més d'una d'aquestes causes actuen al mateix temps, com la pobresa, les malalties i els desastres que solen afectar grups minoritaris de manera desproporcionada, per exemple fent que la dispersió de les poblacions de parlants i la disminució de les taxes de supervivència per als que sobreviuen.
A més, l'hegemonia cultural sovint pot sorgir no de la dominació o conquesta, sinó simplement d'augmentar el contacte amb una comunitat lingüística més gran i més influent a través d'una millor comunicació en comparació amb el relatiu aïllament de segles passats.

### Marginació i posada en perill
Entre les majors causes d'amenaces lingüístiques la majoria són culturals, polítiques i la marginació econòmica. Els estudiosos distingeixen entre diversos tipus de marginació: la dominació econòmica afecta negativament les llengües minoritàries en què la pobresa porta a la gent a emigrar a les ciutats o a altres països, dispersant així els parlants. La dominació cultural es produeix quan la literatura i l'educació superior només és accessible en la llengua majoritària. La dominació política es produeix quan l'educació i l'activitat política es realitza exclusivament en una llengua majoritària.
Històricament, a les colònies i en altres llocs on els parlants de diferents idiomes han entrat en contacte, algunes llengües s'han considerat superior als altres: sovint una llengua ha arribat a una posició dominant en un país. Els parlants mateixos de les llengües en perill poden arribar a associar l'idioma amb valors negatius com la pobresa, l'analfabetisme i l'estigma social, fent que desitgin adoptar la llengua dominant que s'associa amb el progrés social i econòmic i la modernitat.

### Desaparició de la transmissió familiar
Es produeix quan els parlants no ensenyen a parlar a les noves generacions en la llengua que s'està extingint. Això es produeix en combinació amb el procés de substitució lingüística. Els casos més coneguts d'extinció lingüística són els següents (per ordre cronològic):
- 1877: Dolly Pentreath, darrera parlant de còrnic (Regne Unit);
- 1898: Tuone Udaina (o Antonio Udine), darrer parlant de dàlmata vegliota, (entre Itàlia i Croàcia);
- 1916: Ishi (que significa "home" i del qui mai se'n va saber el mateix nom perquè per a ells era tabú esmenar-lo), darrer parlant de yahi (Estats Units);
- 1918: Marie Smith Jones, darrer parlant d'eyak (Alaska), morta el 21-01-2008;[19]
- 1951: John Albert, darrer parlant d'alsea (Estats Units)
- 1974: Edward "Ned" Maddrell, mariner (gràcies al fet que el conservà fins a la mort perquè l'usava per parlar amb gaèlics irlandesos) i darrer parlant de manx (Regne Unit);
- 1981: Jinbilnggay (també anomenat Alf Palmer), darrer parlant de warrungu (Austràlia);
- 1986: Jack Butler, darrer parlant de jiwarli (Austràlia);
- 1992: Tevfik Esenc de 88 anys, darrer parlant d'ubikh (Turquia);
- 1996: Red Thunder Cloud ("Núvol de Tro Roig", també Carlos Westez), es creia el darrer parlant de catawba (Estats Units). Va ser declarat un impostor.[cal citació]

## Efectes
L'amenaça a les llengües afecta tant les llengües com les persones que les parlen.

### Efectes en les comunitats
Com les comunitats perden la seva llengua, sovint també perden part de les seves tradicions culturals, que estan vinculades a aquest idioma, com ara cançons, mites i poesia que no es transfereixen fàcilment a un altre idioma. Això pot al seu torn afectar el seu sentit d'identitat, produint una cohesió social debilitada i els seus valors i tradicions són reemplaçats per altres de nous. Això de vegades es qualifica com anomia. La pèrdua d'una llengua pot tenir també conseqüències polítiques, ja que alguns països atorguen diferents estatuts o privilegis polítics als grups ètnics minoritaris i sovint defineixen l'etnicitat en termes de llenguatge. Això significa que les comunitats que perden el seu llenguatge també poden perdre legitimitat política com a comunitat, amb especial drets col·lectius.

### Efectes en les llengües
Durant la pèrdua de la llengua - a vegades denominada obsolescència en la literatura lingüística - la llengua que s'està perdent pateix en general canvis com a parlants que fan el seu llenguatge més similar a l'idioma que estan canviant. Per exemple, a poc a poc perden complexitats gramaticals i fonològiques que no es troben en la llengua dominant.

### És l'amenaça lingüística un problema?
En general el ritme accelerat del perill per les llengües és considerat com un problema pels lingüistes i els parlants. No obstant això, alguns lingüistes com el fonetista Peter Ladefoge han argumentat que la mort de la llengua és una part natural del procés de desenvolupament cultural de la humanitat, i que les llengües moren perquè les comunitats deixen de parlar per les seves pròpies raons. Ladefoge argumenta que els lingüistes s'han de limitar a documentar i descriure els idiomes científicament, però no tractar d'interferir amb els processos de pèrdua de la llengua. Una opinió similar ha estat argumentat pel lingüista Salikoko Mufwene qui veu els cicles de mort i emergència de les llengües a través de la criollització com un procés continu.

La majoria dels lingüistes consideren que la pèrdua d'un idioma és un problema ètic, ja que consideren que la majoria de les comunitats preferirien mantenir els seus idiomes si se'ls donés una opció real, així com un problema científic, ja que la pèrdua de l'idioma en l'escala que té lloc actualment significarà que futurs lingüistes només tindran accés a una fracció de la diversitat lingüística del món i, per tant, tenir una imatge distorsionada del que el llenguatge humà és i pot ser.
Alguns lingüistes consideren que la diversitat lingüística és anàloga a la diversitat biològica, i comparen les llengües en perill amb les espècies en perill.

## Resposta
Lingüistes, membres de les comunitats de llengües en perill, govern, organitzacions no governamentals i organitzacions internacionals com la UNESCO i la Unió Europea estan treballant activament per salvar i estabilitzar les llengües en perill. Una vegada que una llengua està declarada en perill, hi ha tres passos que es poden prendre per tal d'estabilitzar o rescatar l'idioma. La primera és la documentació lingüística, la segona és la revitalització de la llengua i la tercera és el manteniment de la llengua.
Documentació lingüística és la documentació per escrit i audiovisual de la gramàtica, vocabulari i tradicions orals (per exemple contes, cançons, textos religiosos) de les llengües en perill d'extinció. Implica la producció de gramàtiques descriptives, col·leccions de textos i diccionaris de les llengües, i requereix l'establiment d'un arxiu segur on es pot emmagatzemar el material de manera que hi puguin accedir les futures generacions de parlants o científics.
Revitalització lingüística és el procés pel qual una comunitat lingüística a través de mitjans polítics, comunitaris i educatius intenta augmentar el nombre de parlants actius de la llengua en perill. Aquest procés també és anomenat de vegades com renaixement lingüístic o revertiment del canvi lingüístic. Hi ha disponibles online cursos i vocabularis d'algunes llengües en perill.
Manteniment de la llengua es refereix al suport a les llengües que necessiten per a la seva supervivència ser protegides d'estranys que puguin afectar en última instància el nombre de parlants d'una llengua.
Una altra opció és el "manteniment posterior a la llengua vernacla": L'ensenyament d'algunes paraules i conceptes del llenguatge perdut, en lloc de renaixement pròpiament dit.
El juny de 2012 els Estats Units té un "Programa visa J-1 que permet als experts en llengües indígenes que no tenen formació acadèmica entrar als EUA en qualitat d'experts amb l'objectiu de compartir els seus coneixements i ampliar les seves habilitats."